# طیبات
طیبات (به عربی: الطيبات) یک شهرداری در الجزایر است که در ناحیه تایبت واقع شده‌است. طیبات ۲۰٬۱۷۴ نفر جمعیت دارد و ۹۹ متر بالاتر از سطح دریا واقع شده‌است.